# Mateus Leme
Mateus Leme is een gemeente in de Braziliaanse deelstaat Minas Gerais. De gemeente telt 26.631 inwoners (schatting 2009).

## Aangrenzende gemeenten
De gemeente grenst aan Florestal, Itatiaiuçu, Itaúna, Juatuba, Pará de Minas en São Joaquim de Bicas.